# 角柱花属
角柱花属（学名：Ceratostigma）是蓝雪科下的一个属，为草本或灌木植物。该属共有8种，分布于热带非洲至缅甸、泰国。

## 物种
本属包括以下物种：
- 毛蓝雪花 Ceratostigma griffithii
- 小蓝雪花 Ceratostigma minus
- 蓝雪花 Ceratostigma plumbaginoides
- 刺鳞蓝雪花 Ceratostigma ulicinum
- 岷江蓝雪花 Ceratostigma willmottianum